# Bảo tàng Vùng đất Chełm Wiktor Ambroziewicz ở Chełm
Bảo tàng Vùng đất Chełm Wiktor Ambroziewicz ở Chełm (tiếng Ba Lan: Muzeum Ziemi Chełmskiej im. Wiktora Ambroziewicza w Chełmie) là một bảo tàng tọa lạc tại Chełm, tỉnh Lubelskie ở đông-nam Ba Lan. Trụ sở của Bảo tàng nằm trong bốn tòa nhà: số 55 Phố Lubelska (trước đây là Trường Piarist), số 56a Phố Lubelska (trước đây là tòa nhà của nhà in "Zwierciadło"), số 57 Phố Lubelska (một khu phức hợp gồm các nhà tập thể xây dựng trong thế kỷ 19) và số 4 Phố Thánh Mikołaja (trước đây là nhà thờ Chính Thống giáo Thánh Nicholas).

## Lược sử hình thành
Bảo tàng đầu tiên ở Chełm - Bảo tàng Nhà thờ và Khảo cổ học - được thành lập bởi chính quyền Nga hoàng vào năm 1882 và hoạt động cho đến Chiến tranh thế giới thứ nhất. Khi chiến tranh kết thúc, những bộ sưu tập còn sót lại được chuyển đến tòa nhà của Trường S. Czarnecki, nhờ nỗ lực của hiệu trưởng trường Wiktor Ambroziewicz, Bảo tàng Vùng đất Chełm đã được thành lập và hoạt động cho đến khi Chiến tranh thế giới thứ hai bùng nổ.
Trong giai đoạn 1953-1969, bộ sưu tập được chuyển từ tòa nhà của Trường S. Czarnecki sang tòa nhà được cải tạo của Trường Piarist cũ tại số 55 Phố Lubelska. Trong thập niên 1980, Bảo tàng mua lại các tòa nhà mới: nhà thờ Chính thống giáo cũ ở số 4 Phố Thánh Mikołaja và ngôi nhà chung cư ở số 57 Phố Lubelska. Năm 1999, Bảo tàng tiếp quản tòa nhà tại số 56a Phố Lubelska.
Năm 2010, Bảo tàng được trao tặng Huy chương Bạc Huy chương Công trạng về văn hóa - Gloria Artis.

## Giờ mở cửa
Bảo tàng Vùng đất Chełm Wiktor Ambroziewicz hoạt động quanh năm, mở cửa tất cả các ngày trong tuần trừ thứ Hai. Khách tham quan phải trả phí vào cửa.

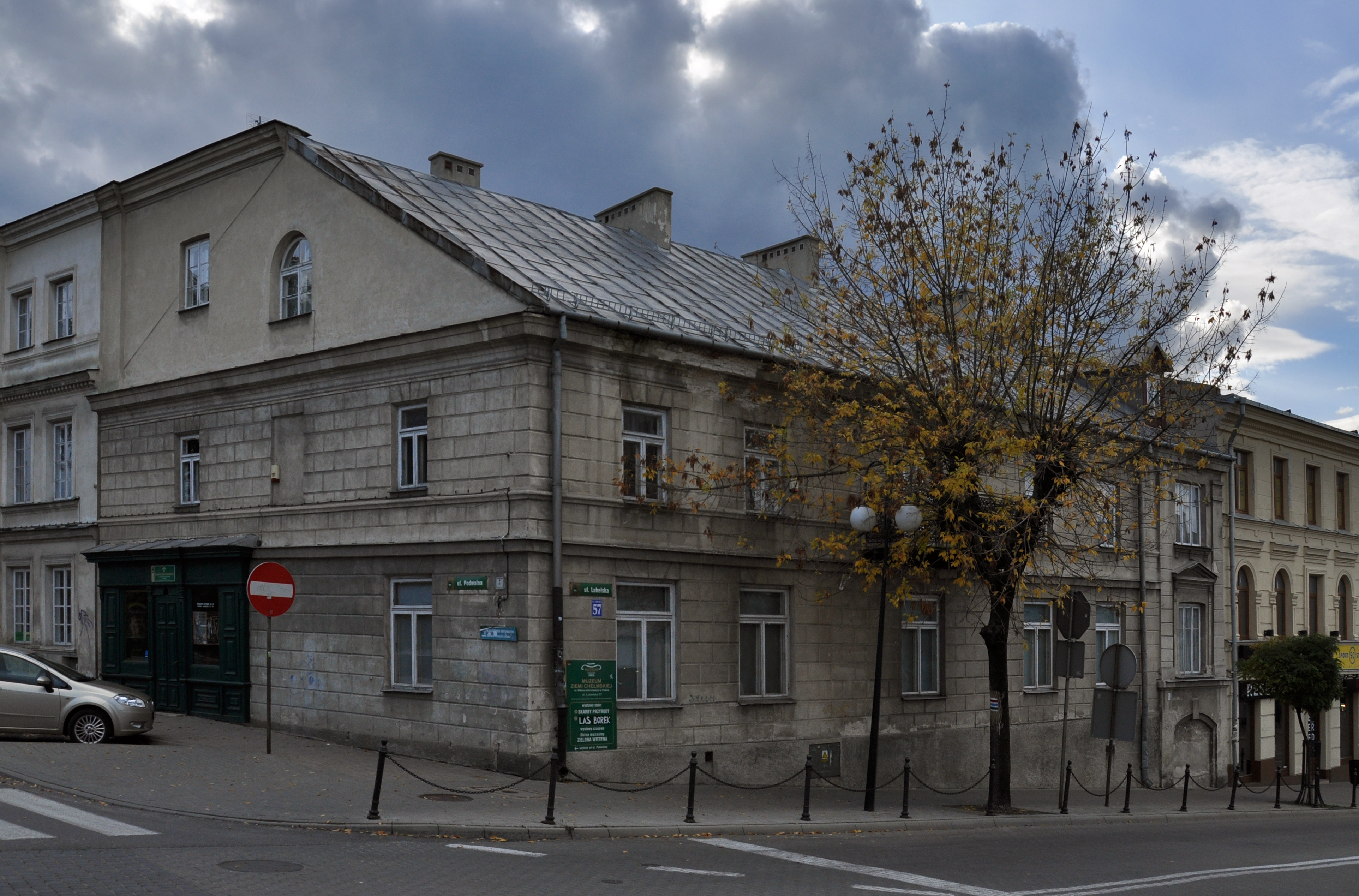
Tòa nhà Bảo tàng tại số 57 Phố Lubelska
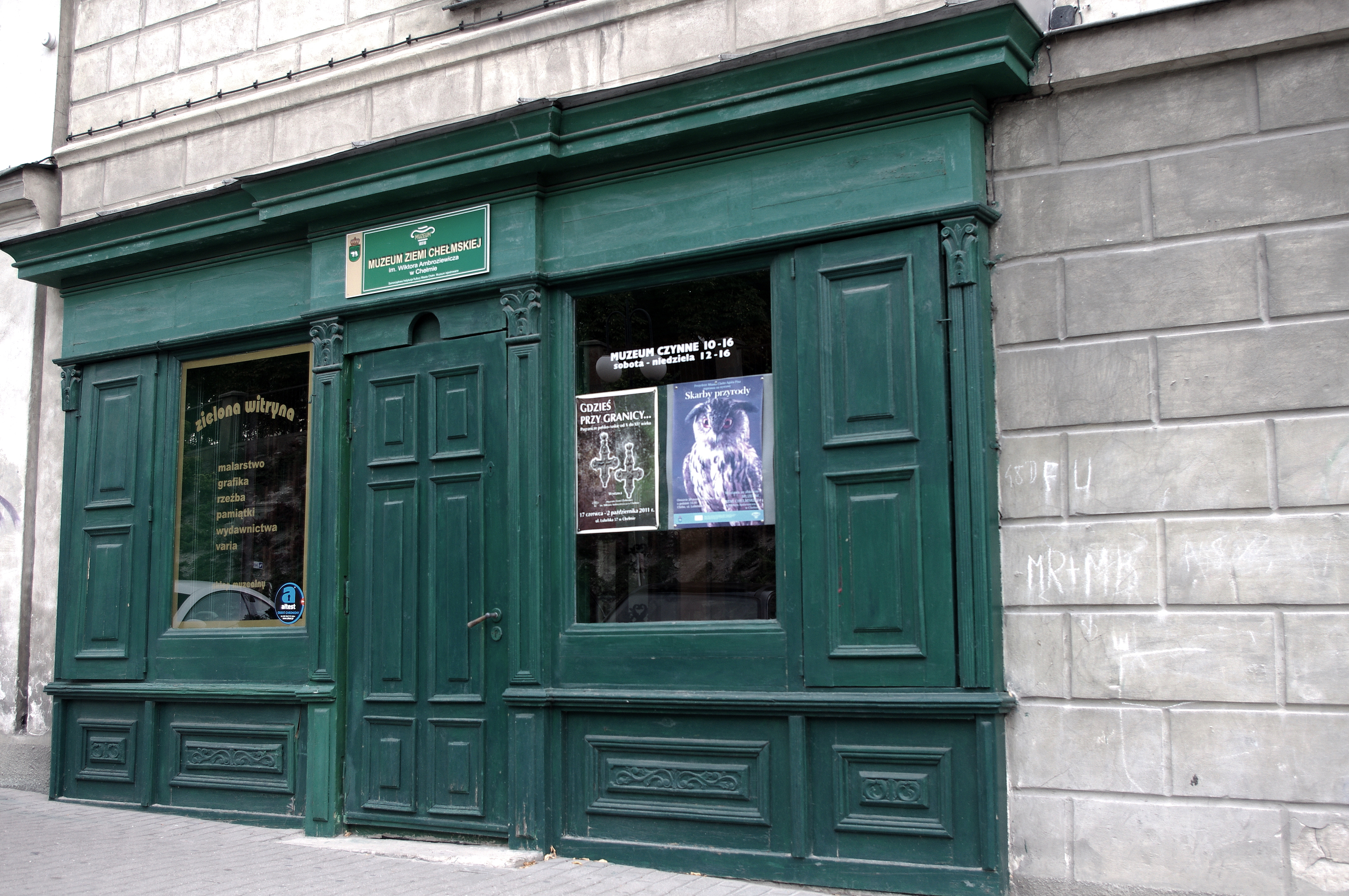
Lối vào Bảo tàng tại số 57 Phố Lubelska